# لغة الكوتشي
لغة الكوتشي ( الغوجاراتية : कच्ची، السندية : कैच़ी، الهندية : कच्ची، الأردية : कच्ची) هي لهجة من اللغة السندية التي يتم التحدث بها في منطقة كوتش بولاية كجرات الهندية وأيضًا في مقاطعة السند في باكستان .
ومن أشهر المتحدثين بهذه اللغة آغا خان وفهيمده ميرزا .